# Superpuchar Europy UEFA 2014
Mecz o Superpuchar Europy 2014 został rozegrany 12 sierpnia 2014 roku na Cardiff City Stadium w Cardiff pomiędzy Realem Madryt, zwycięzcą Ligi Mistrzów UEFA 2013/2014 oraz Sevillą, triumfatorem Ligi Europy UEFA 2013/2014. Real wygrał mecz 2:0, tym samym zdobywając Superpuchar Europy po raz drugi w historii klubu.

## Droga do meczu

### Sevilla FC
| Sezon   | Rozgrywki   | Runda   | Przeciwnik        | Dom             | Wyjazd          | Ogólnie         |
| ------- | ----------- | ------- | ----------------- | --------------- | --------------- | --------------- |
| 2013/14 | Liga Europy | 3Q      | Mladost Podgorica | 3–0             | 6–1             | 9–1             |
| 2013/14 | Liga Europy | PO      | Śląsk Wrocław     | 4–1             | 5–0             | 9–1             |
| 2013/14 | Liga Europy | Grupa H | Estoril Praia     | 1–1             | 2–1             | 1. miejsce      |
| 2013/14 | Liga Europy | Grupa H | SC Freiburg       | 2–0             | 2–0             | 1. miejsce      |
| 2013/14 | Liga Europy | Grupa H | Slovan Liberec    | 1–1             | 1–1             | 1. miejsce      |
| 2013/14 | Liga Europy | 1/16    | Maribor           | 2–1             | 2–2             | 4–3             |
| 2013/14 | Liga Europy | 1/8     | Real Betis        | 0–2             | 2–0             | 2–2, k: 4–3     |
| 2013/14 | Liga Europy | 1/4     | FC Porto          | 4–1             | 0–1             | 4–2             |
| 2013/14 | Liga Europy | 1/2     | Valencia CF       | 2–0             | 1–3             | 3–3, w.         |
| 2013/14 | Liga Europy | F       | SL Benfica        | 0–0 (N), k: 4–2 | 0–0 (N), k: 4–2 | 0–0 (N), k: 4–2 |

### Real Madryt
| Sezon   | Rozgrywki     | Runda   | Przeciwnik        | Dom            | Wyjazd         | Ogólnie        |
| ------- | ------------- | ------- | ----------------- | -------------- | -------------- | -------------- |
| 2013/14 | Liga Mistrzów | Grupa B | Galatasaray SK    | 4–1            | 6–1            | 1. miejsce     |
| 2013/14 | Liga Mistrzów | Grupa B | FC København      | 4–0            | 2–0            | 1. miejsce     |
| 2013/14 | Liga Mistrzów | Grupa B | Juventus F.C.     | 2–1            | 2–2            | 1. miejsce     |
| 2013/14 | Liga Mistrzów | 1/8     | FC Schalke 04     | 3–1            | 6–1            | 9–2            |
| 2013/14 | Liga Mistrzów | 1/4     | Borussia Dortmund | 3–0            | 0–2            | 3–2            |
| 2013/14 | Liga Mistrzów | 1/2     | Bayern Monachium  | 1–0            | 4–0            | 5–0            |
| 2013/14 | Liga Mistrzów | F       | Atlético Madryt   | 4–1 (N), Dogr. | 4–1 (N), Dogr. | 4–1 (N), Dogr. |

## Szczegóły meczu
Spotkanie finałowe odbyło się 12 sierpnia 2014 na Cardiff City Stadium w Cardiff. Frekwencja na stadionie wyniosła 30 854 widzów. Mecz sędziował Mark Clattenburg z Anglii. Mecz zakończył się zwycięstwem Realu 2:0. Bramki dla Realu zdobył Cristiano Ronaldo w 30. i 49. minucie.
| 12 sierpnia 2014 | Real Madryt · Ronaldo 30' 49' | 2:01:0Raport | Sevilla FC | Cardiff City Stadium, Cardiff Widzów: 30 854 Sędzia: Mark Clattenburg |
|                  |                               |              |            |                                                                       |

| Real Madryt | Sevilla |

| REAL MADRYT     |    |                    |     |     |
|                 |    |                    |     |     |
| BR              | 1  | Iker Casillas (c)  |     |     |
| OB              | 15 | Dani Carvajal      | 45' |     |
| OB              | 3  | Pepe               |     |     |
| OB              | 4  | Sergio Ramos       |     |     |
| OB              | 5  | Fábio Coentrão     |     | 84' |
| PO              | 8  | Toni Kroos         | 53' |     |
| PO              | 19 | Luka Modrić        |     | 86' |
| PO              | 10 | James Rodríguez    |     | 72' |
| NA              | 11 | Gareth Bale        |     |     |
| NA              | 9  | Karim Benzema      |     |     |
| NA              | 7  | Cristiano Ronaldo  |     |     |
| Rezerwowi:      |    |                    |     |     |
| BR              | 13 | Keylor Navas       |     |     |
| OB              | 2  | Raphaël Varane     |     |     |
| OB              | 12 | Marcelo            |     | 84' |
| OB              | 17 | Álvaro Arbeloa     |     |     |
| PO              | 22 | Ángel Di María     |     |     |
| PO              | 23 | Isco               |     | 72' |
| PO              | 24 | Asier Illarramendi |     | 86' |
| Trener:         |    |                    |     |     |
| Carlo Ancelotti |    |                    |     |     |

| SEVILLA FC |    |                     |     |     |
|            |    |                     |     |     |
| BR         | 13 | Beto                |     |     |
| OB         | 23 | Coke                |     | 84' |
| OB         | 21 | Nicolás Pareja      |     |     |
| OB         | 2  | Federico Fazio (c)  |     |     |
| OB         | 3  | Fernando Navarro    | 66' |     |
| PO         | 4  | Grzegorz Krychowiak |     |     |
| PO         | 6  | Daniel Carriço      |     |     |
| PO         | 22 | Aleix Vidal         |     | 66' |
| PO         | 17 | Denis Suárez        |     | 78' |
| PO         | 20 | Vitolo              | 42' |     |
| NA         | 9  | Carlos Bacca        |     |     |
| Rezerwowi: |    |                     |     |     |
| BR         | 25 | Mariano Barbosa     |     |     |
| OB         | 5  | Diogo Figueiras     |     | 84' |
| PO         | 10 | José Antonio Reyes  |     | 78' |
| PO         | 11 | Jairo               |     |     |
| PO         | 12 | Vicente Iborra      |     |     |
| PO         | 26 | Luismi              |     |     |
| NA         | 14 | Iago Aspas          |     | 66' |
| Trener:    |    |                     |     |     |
| Unai Emery |    |                     |     |     |

| Superpuchar Europy (2014) |
| ------------------------- |
| Hiszpania                 |
| Real Madryt Drugi Tytuł   |